# Rosasita
La rosasita és un mineral de la classe dels carbonats que pertany i dona nom al grup rosasita de minerals. Va ser anomenada així l'any 1908 per Domenico Lovisato amb el nom de la mina Rosas, on va ser descoberta, a Sardenya (Itàlia).

## Característiques
La rosasita és un carbonat hidroxilat i anhidre de coure i zinc, en proporció aproximada 3:2. A més dels elements de la seva fórmula, CuZn(CO₃)(OH)₂, sol portar com impureses: ferro i magnesi. Cristal·litza en el sistema monoclínic, i per la seva bellesa i raresa és molt apreciat pels col·leccionistes. Pot ser extret juntament amb els minerals amb els quals està i és usat com a mena de zinc i coure.
Segons la classificació de Nickel-Strunz, la rosasita pertany a «05.BA: Carbonats amb anions addicionals, sense H₂O, amb Cu, Co, Ni, Zn, Mg, Mn» juntament amb els següents minerals: atzurita, georgeïta, glaucosferita, kolwezita, malaquita, mcguinnessita, nul·laginita, pokrovskita, zincrosasita, txukanovita, auricalcita, hidrozincita, holdawayita, defernita, loseyita i sclarita.

## Formació i jaciments
D'aparició rara, es forma com a mineral secundari a la zona d'oxidació dels jaciments de zinc-coure, típicament format pel pas a través de fractures de solucions contenint ions de zinc entre minerals primaris del coure. També pot ser d'origen post-explotació minera, formant-se sobre les parets de la mina de coure. Sol trobar-se associada a altres minerals com: malaquita, auricalcita, smithsonita, cerussita, hidrozincita, hemimorfita, siderita, greenockita o brochantita. A Catalunya s'ha descrit a Prullans (Cerdanya), a la mina Les Ferreres (Ripollès) i a la pedrera i mina Berta (Sant Cugat del Vallès-El Papiol; Vallès Occidental, Baix Llobregat).

## Varietats
La rosasita niquèlica, l'única varietat coneguda de rosasita, és una varietat que conté níquel.

## Grup rosasita
El grup rosasita enquadra els carbonats hidroxilats amb metalls. Està integrat per set espècies.
| Espècie        | Fórmula             |
| -------------- | ------------------- |
| Txukanovita    | Fe₂(CO₃)(OH)₂       |
| Glaucosferita  | CuNi(CO₃)(OH)₂      |
| Mcguinnessita  | CuMg(CO₃)(OH)₂      |
| Paradsasvarita | Zn₂(CO₃)(OH)₂       |
| Pokrovskita    | Mg₂(CO₃)(OH)₂       |
| Rosasita       | CuZn(CO₃)(OH)₂      |
| Zincrosasita   | (Zn, Cu)₂(CO₃)(OH)₂ |